# Różne piosenki
Różne piosenki – album kompilacyjny zespołu Voo Voo wydany w 2000 roku. Zawiera 16 przebojów grupy z lat 1991–1995. Daty przy utworach 9, 15 i 16 pochodzą od daty wydania płyt CD. W opisie płyty zachowano zapis oryginalny – np. błędy w nazwiskach (Mamamdou) i opisach (bębny Sarandis Juvendis).

## Lista utworów
| 1.  | "Rapatapa to ja"                                      | 5:02    |
|     | Rapatapa-to-ja 1995                                   |         |
| 2.  | "Nim stanie się tak, jak gdyby nigdy nic nie było"    | 3:35    |
|     | To nie jest VOO VOO - Zespół gitar elektrycznych 1991 |         |
| 3.  | "To nic złego"                                        | 3:53    |
|     | Waglewski Gra-żonie 1991                              |         |
| 4.  | "Nawyczkom-nie"                                       | 3:47    |
|     | Zapłacono 1994                                        |         |
| 5.  | "No co to ma być"                                     | 3:24    |
|     | To nie jest VOO VOO - Zespół gitar elektrycznych 1991 |         |
| 6.  | "Mam wstać"                                           | 4:08    |
|     | Rapatapa-to-ja 1995                                   |         |
| 7.  | "Karnawał"                                            | 5:02    |
|     | Koncert w Łodzi 1994                                  |         |
| 8.  | "Łeboskłon"                                           | 4:48    |
|     | Zapłacono 1994                                        |         |
| 9.  | "Esencja"                                             | 2:57    |
|     | Sno-powiązałka 1993                                   |         |
| 10. | "Wannolot"                                            | 5:11    |
|     | Waglewski Gra-żonie 1991                              |         |
| 11. | "Co robią moje nogi"                                  | 3:50    |
|     | To nie jest VOO VOO - Zespół gitar elektrycznych 1991 |         |
| 12. | "Front torowania przejść"                             | 4:21    |
|     | Koncert w Łodzi 1994                                  |         |
| 13. | "Posypałka"                                           | 4:13    |
|     | Zapłacono 1994                                        |         |
| 14. | "Palcem po ścianie"                                   | 3:48    |
|     | Rapatapa-to-ja 1995                                   |         |
| 15. | "Ja żyję"                                             | 5:56    |
|     | Sno-powiązałka 1993                                   |         |
| 16. | "Faza"                                                | 3:56    |
|     | Voo Voo 1991                                          |         |
|     |                                                       | 1:07:51 |
|     |                                                       |         |
muzyka i słowa – Wojciech Waglewski

## Muzycy
- Wojtek Waglewski(1-16) – wokal, gitara, gitara basowa, kora, shar, qukka, instr. perkusyjne, czelesta, kotły
- Marek Czapelski (16) – bębny
- Mamadou Diof (1,6,14) – wokale
- Wiesław Grzelak (7,12) – realizator dźwięku
- D.J.Janmarian (1,6,14) – skrecze
- Milo Kurtis (16) – instr. perkusyjne, drumla, sygnałówka
- Wojtek Morawski (16) – bębny Sarandis Juvendis
- Radek Nowakowski (7,12) – instr. perkusyjne
- Andrzej Nowicki (16) – bas, harmonijka, głos
- Jurek Płotnicki (9,15) – realizator dźwięku
- Janek Pospieszalski (1,2,4-9,11-15)– wokal, gitara basowa, kontrabas
- Mateusz Pospieszalski (1,2,4-9,11-15) – wokal gitara akustyczna, saksofony, organki, sanza, klarnet basowy, flet basowy, trąbka, akordeon, flet
- Wojtek Przybylski (2,5,11,16) – realizacja dźwięku
- Jacek Rogulski (9,15,16) – realizacja dźwięku
- Andrzej Ryszka (2,5,9,11,15)
- Piotr Żyżelewicz (1,4,6-8,12-14) – instr. perkusyjne, perkusja, wokal
- Kwartet smyczkowy (7,12) – Tomek Gołębiewski, Marek Stuczyński, Mirek Pejski, Jola Bracha